# Ministrymon zilda
Espèce
Ministrymon zilda est une espèce d'insectes lépidoptères (papillons) qui appartient à la famille des Lycaenidae, à la sous-famille des Theclinae et au genre Ministrymon.

## Dénomination
Ministrymon zilda a été décrit par William Chapman Hewitson en 1873, sous le nom initial de Thecla zilda.
Synonyme: Calycopis zilda.

### Nom vernaculaire
Ministrymon zilda se nomme Square-spotted Ministreak en anglais,.

## Description
Ministrymon zilda est un petit papillon avec deux fines queues à chaque aile postérieure, une courte et une longue.
Le dessus est marron clair doré avec une tache noire à chaque aile antérieure à l'extrémité de la cellule.
Le revers est blanc beige argenté orné d'une ligne postmédiane orange et aux ailes postérieures de deux ocelles orange marginaux dont un en position anale et d'une tache proche de la base en e7.

## Écologie et distribution
Ministrymon zilda est présent  au Mexique, en Amérique centrale, au Pérou, au Brésil et en Guyane,,.

### Biotope
Ministrymon zilda réside en forêt tropicale humide.

### Protection
Pas de statut de protection particulier.